# Sistema di coordinate equatoriali
Il sistema di coordinate equatoriali è un metodo largamente impiegato per specificare le posizioni degli oggetti celesti. Si possono utilizzare sia coordinate sferiche che coordinate rettangolari, entrambe definite da un'origine posta al centro della Terra, da un piano fondamentale, l'equatore celeste, formato dalla proiezione dell'equatore sulla sfera celeste, e da una direzione principale verso il punto vernale; si applica la regola della mano destra.

Il sistema di coordinate equatoriali in coordinate sferiche. Il piano fondamentale è ottenuto dalla proiezione dell'equatore della Terra sulla sfera celeste, formando l'equatore celeste (blu). La direzione primaria è stabilita proiettando l'orbita della Terra sulla sfera celeste, formando l'eclittica (rosso), e stabilendo così il nodo ascendente dell'eclittica sull'equatore celeste, il punto vernale. L'ascensione retta è misurata verso est lungo l'equatore celeste a partire dal punto vernale, mentre la declinazione è misurata con valori positivi verso nord a partire dall'equatore celeste; qui sono mostrate due coppie di tali coordinate. Le proiezioni dei poli geografici nord e sud della Terra formano i poli celesti nord e sud.

L'origine al centro della Terra sta a significare che le coordinate sono geocentriche, cioè come se si guardasse dal centro di una Terra trasparente e senza rifrazione. La presenza di un piano fondamentale e di una direzione primaria implica che il sistema di coordinate, pur allineato con l'equatore e con i poli terrestri, non ruota con la Terra, ma rimane (relativamente) fisso sullo sfondo delle stelle. La regola della mano destra stabilisce che le coordinate sono positive verso il nord e verso est nel piano fondamentale.

## Direzione primaria
L'orientamento del sistema di riferimento è stato più sopra descritto in modo leggermente semplificato, non essendo fisso in assoluto. Un lento movimento dell'asse terrestre, la precessione, provoca un impercettibile ma continuo cambiamento di direzione verso ovest del sistema di coordinate attorno ai poli dell'eclittica, completando un giro in 26.000 anni circa. Sovrapposto a questo, vi è un piccolo movimento dell'eclittica, e una piccola oscillazione dell'asse terrestre, la nutazione.
Come conseguenza di questi movimenti, quando si dà la posizione di un oggetto celeste, al fine di fissare l'esatta direzione primaria, occorre specificare l'equinozio di una data particolare, l'epoca.
In astronomia, l'epoca è l'istante a cui sono riferite alcune coordinate celesti o alcuni elementi orbitali di un corpo celeste. L'epoca attualmente utilizzata è J2000.0, corrispondente alla situazione al 1º gennaio 2000, tempo universale 12:00. Per conoscere la posizione di un oggetto celeste in un istante diverso, occorre sommare alle coordinate di J2000.0 tutti i moti sopra citati (precessione, nutazione, moto proprio, ecc).

## Coordinate sferiche

### Uso in astronomia
Le coordinate sferiche di una stella sono spesso date con ascensione retta e declinazione, senza specificare alcuna distanza. A causa delle grandi distanze degli oggetti celesti, spesso gli astronomi hanno scarse informazioni sulla loro esattezza, e quindi usano solo la direzione. La direzione di oggetti sufficientemente distanti è la stessa per tutti gli osservatori, ed è quindi opportuno specificare questa direzione con le stesse coordinate per tutti. Al contrario, nel sistema di coordinate orizzontali, la posizione di una stella differisce da un osservatore all'altro in base alla posizione di ciascuno sulla superficie terrestre, e cambia continuamente con la rotazione della Terra.
I telescopi dotati di montatura equatoriale e di cerchi graduati si avvalgono del sistema delle coordinate equatoriali per trovare gli oggetti. Con l'utilizzo di cerchi graduati, di mappe stellari e di effemeridi, si punta facilmente il telescopio verso gli oggetti conosciuti sulla sfera celeste.

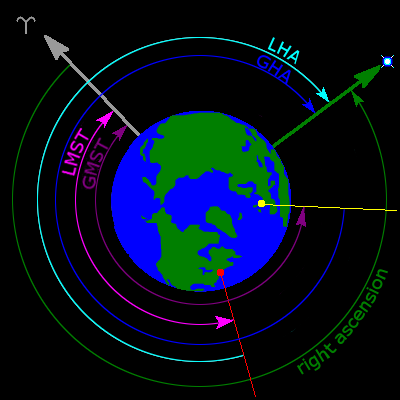
L'angolo orario locale (LHA) di una stella per un osservatore nei pressi di New York, visto da sopra il polo nord terrestre (rosso). Sono inoltre raffigurati l'ascensione retta e l'angolo orario di Greenwich (GHA) della stella, il tempo medio siderale locale (LMST) e il tempo medio siderale di Greenwich (GMST). Il simbolo ʏ identifica la direzione verso il punto vernale.

### Declinazione
La declinazione (simbolo δ) misura la distanza angolare di un oggetto in direzione perpendicolare all'equatore celeste, positiva verso nord, negativa verso sud. Ad esempio, il polo nord celeste ha una declinazione di +90°. La declinazione è analoga alla latitudine terrestre.

### Ascensione retta
L'ascensione retta (simbolo α) misura la distanza angolare di un oggetto lungo l'equatore celeste verso est, a partire dal punto vernale fino al cerchio orario che passa per l'oggetto. Il punto vernale, detto anche equinozio di primavera, è uno dei due punti in cui l'eclittica interseca l'equatore celeste. Analogamente alla longitudine terrestre, l'ascensione retta è misurata di solito in ore siderali, minuti e secondi invece che in gradi, in quanto risulta pratico misurare il tempo dal passaggio per il meridiano di un oggetto con la rotazione terrestre. Ci sono (360°/24h) = 15° in un'ora di ascensione retta; ce ne sono 24 attorno all'intero equatore celeste.

### Angolo orario
In alternativa all'ascensione retta, l'angolo orario è un sistema di misurazione sinistrorso che misura la distanza angolare di un oggetto lungo l'equatore celeste verso ovest, a partire dal meridiano dell'osservatore fino al cerchio orario che passa per l'oggetto. A differenza dell'ascensione retta, l'angolo orario aumenta con la rotazione della Terra. L'angolo orario può essere considerato un modo di misurare il tempo dal momento in cui un oggetto attraversa il meridiano. Una stella sul meridiano celeste dell'osservatore ha un angolo di zero ore. Un'ora siderale più tardi (circa 0,9973 ore solari dopo), la rotazione della Terra sposterà la stella a ovest del meridiano, e il suo angolo orario sarà +1h. Nel calcolo dei fenomeni topocentrici, l'ascensione retta può essere convertita in angolo orario come passo intermedio.

## Coordinate rettangolari

### Coordinate equatoriali geocentriche

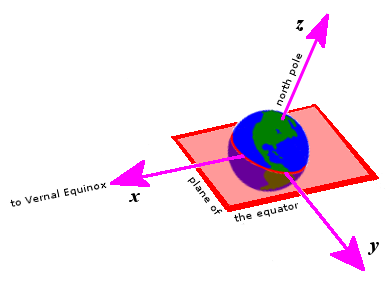
Coordinate geocentriche equatoriali. L'origine è il centro della Terra. Il piano fondamentale è il piano dell'equatore terrestre. La direzione principale (l'asse x) è il punto vernale. Secondo la regola della mano destra l'asse y è a 90° est nel piano fondamentale, l'asse z è l'asse del polo nord. Il sistema di riferimento non ruota con la Terra, piuttosto è la Terra che ruota intorno all'asse z.

Ci sono alcune varianti rettangolari delle coordinate equatoriali. 
Tutte hanno:
- L'origine al centro della Terra.
- Il piano fondamentale nel piano dell'equatore terrestre.
- La direzione primaria (l'asse x) verso il punto vernale, cioè il punto in cui il Sole attraversa l'equatore celeste in direzione nord nella sua apparente rivoluzione annuale attorno all'eclittica.
- La regola della mano destra, con l'asse {\displaystyle y} a 90° est nel piano fondamentale e l'asse {\displaystyle z} lungo l'asse del polo nord.

I sistemi di riferimento non ruotano con la Terra, rimanendo sempre diretti verso il punto vernale, e spostandosi nel tempo con i movimenti di precessione e nutazione.
- In astronomia:[13]
  - La posizione del Sole è spesso indicata con le coordinate rettangolari equatoriali e geocentriche X, Y, Z, più una quarta coordinata per la distanza, R (= √ X ² + Y ² + Z ² ), espressa in unità astronomiche.
  - Le posizioni dei pianeti e degli altri corpi del sistema solare sono spesso indicate con le coordinate rettangolari equatoriali e geocentriche ξ, η, ζ, più una quarta coordinata per la distanza, Δ (= √ ξ ² + η ² + ζ ² ), espressa in unità astronomiche.

Tali coordinate rettangolari sono legate alle corrispondenti coordinate sferiche da
{\displaystyle {X \over R}} oppure {\displaystyle {\xi  \over {\mathit {\Delta }}}=\cos \delta \cos \alpha }
{\displaystyle {Y \over R}} oppure {\displaystyle {\eta  \over {\mathit {\Delta }}}=\cos \delta \sin \alpha }
{\displaystyle {Z \over R}} oppure {\displaystyle {\zeta  \over {\mathit {\Delta }}}=\sin \delta }.
|                  | sferiche                | sferiche                | sferiche                            | rettangolari                                                        | rettangolari                                                   |
| ascensione retta | declinazione            | distanza                | generiche                           | specifiche                                                          |                                                                |
| geocentriche     | {\displaystyle \alpha } | {\displaystyle \delta } | {\displaystyle {\mathit {\Delta }}} | {\displaystyle \xi }, {\displaystyle \eta }, {\displaystyle \zeta } | {\displaystyle X}, {\displaystyle Y}, {\displaystyle Z} (Sole) |
| eliocentriche    |                         |                         |                                     | {\displaystyle x}, {\displaystyle y}, {\displaystyle z}             |                                                                |

### Coordinate equatoriali eliocentriche
In astronomia, c'è anche una variante delle coordinate equatoriali, le coordinate rettangolari eliocentriche, che ha:
- L'origine al centro del Sole.
- Il piano fondamentale nel piano dell'equatore terrestre.
- La direzione primaria (l'asse x) verso il punto vernale.
- La regola della mano destra, con l'asse y a 90° est nel piano fondamentale e l'asse z lungo l'asse del polo nord terrestre.

Questo sistema di riferimento è del tutto equivalente a quello di cui sopra con ξ, η, ζ, tranne l'origine che viene spostata al centro del Sole. È comunemente usato nel calcolo delle orbite planetarie. I tre sistemi di coordinate rettangolari astronomiche sono legati da
{\displaystyle \xi =x+X}
{\displaystyle \eta =y+Y}
{\displaystyle \zeta =z+Z}.